# 70 millimetri

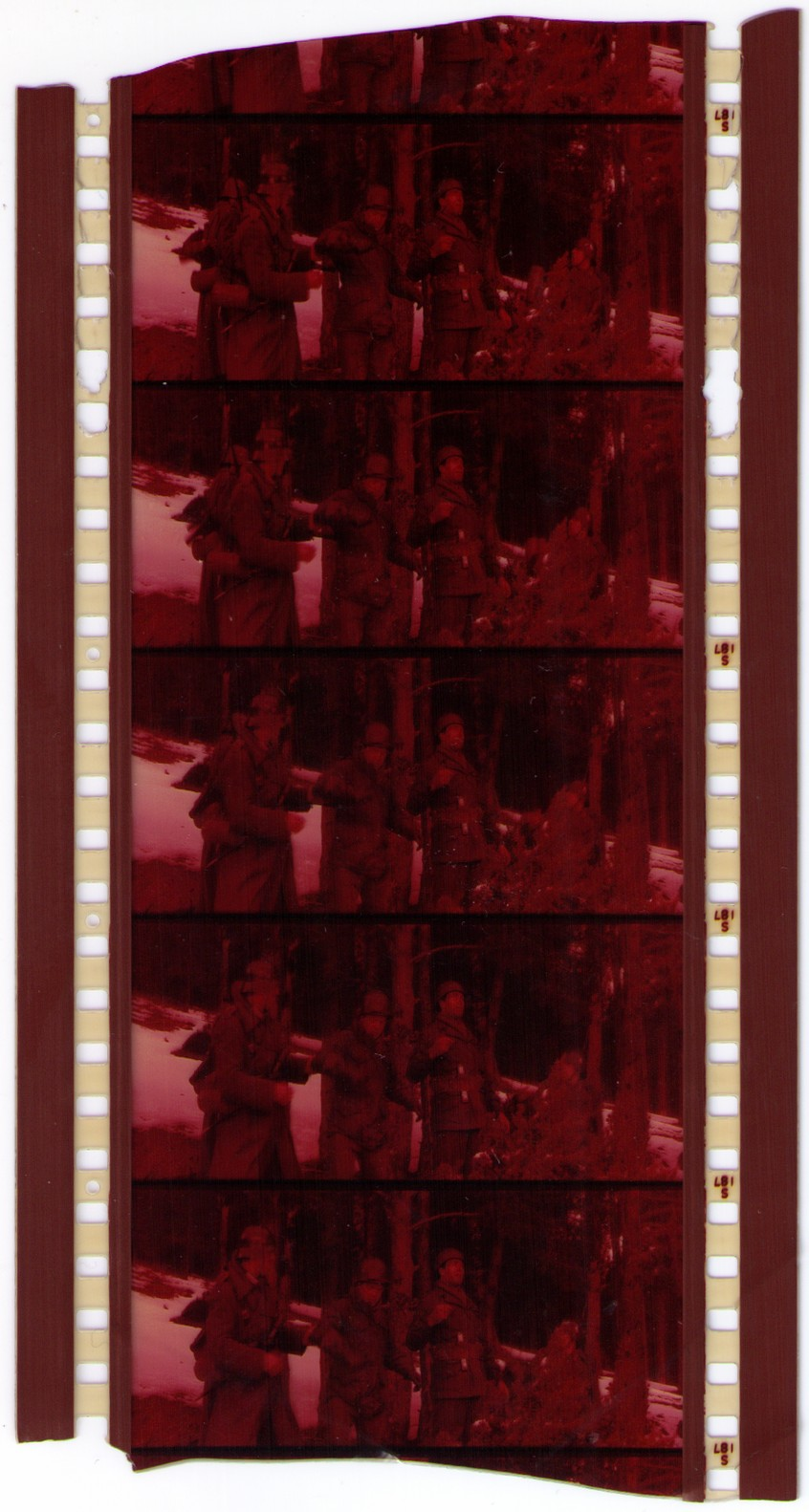
Una pellicola nel formato a 70 mm.

Il 70 millimetri è una pellicola che, rispetto al tradizionale 35mm, permette di impressionare un fotogramma più grande donando una definizione maggiore alle immagini impresse.

## Formato
In realtà, in fase di ripresa la dimensione reale della celluloide è di 65 mm, solo la copia positiva sarà stampata in 70 mm.
L'audio viene inciso su 4 piste magnetiche posizionate direttamente sulla pellicola 70 mm per fornire 6 canali sonori. Poiché in fase di ripresa queste piste non servono, si pensò di realizzare un negativo più piccolo, quindi meno ingombrante,  largo solo 65 mm, così che i 5 mm in più sulle copie positive sarebbero stati occupati dalle piste magnetiche. Oggi i tempi sono cambiati ed è sopraggiunto il suono digitale DTS-70, che consiste in un compact disc contenente l'intera colonna sonora a 6 canali letta in sincrono con la pellicola, ma la tradizione di girare in 65 mm si è mantenuta.
La pellicola 70 mm occupa 5 perforazioni in altezza, con un'area di 1728 mm2 (36 x 48 mm): in questo modo la qualità delle immagini viene migliorata di ben 6 volte rispetto alle proiezioni che vengono effettuate con una normale pellicola 35 mm.
Anche parti del film The New World - Il nuovo mondo di Terrence Malick e, per la sua totalità, The Master di Paul Thomas Anderson e The Hateful Eight di Quentin Tarantino sono state girate con questo tipo di pellicola.